# Тополь пирамидальный
То́поль пирамида́льный  — двудомное дерево, введённая в культуру разновидность тополя чёрного (Populus nigra). По современной классификации на основе APG IV в качестве самостоятельного таксона не выделяется, входит в синонимику вида Тополь чёрный, в более ранних классификациях встречается как лат. Populus pyramidalis, Populus  italica, Pópulus nígra var. itálica, Populus nigra f. pyramidális и др.

## Названия
Тополь пирамидальный также называют итальянским, колоновидным, ломбардским и раиной.

## Ботаническое описание
Ствол прямой, до 40 м высотой. Крона пирамидальная или узко пирамидальная, ветви направлены вверх или косо вверх.
Листья ромбовидной или широкотреугольной формы.
Цветки объединены в серёжки. Двудомное растение.
От близкородственного тополя чёрного отличается меньшим размером листьев и очень характерной узко-пирамидальной формой кроны.

## Распространение
Растение активно выращивается в южных регионах России, встречается также и в Средней полосе (широко распространен примерно до 54° северной широты (в том числе, в находящихся в зоне лесов Брянске и Приморье, куда его завезли переселенцы из Черниговской и Полтавской губерний Российской империи в 19 веке), но также встречается в Москве, Казани, Нижнем Новгороде), в привычных для себя широтах растёт ещё лучше: в Италии, на Кавказе, на Украине и в Средней Азии. Широко распространён и по Закавказью, особенно в северных районах Азербайджана, Грузии.
На широтах севернее 56°20ʹ зачастую имеет угнетённый вид: деревца малорослые, ствол — тонкий, листовой покров — негустой. В промежутке 54° — 56°10ʹ бонитет зависит от почвенных условий (в силу того, что на этих широтах ещё встречаются выщелоченные и оподзоленные чернозёмы, приуроченные к островам луговых степей).
В Екатеринбурге имеется особая разновидность тополя пирамидального — тополь Свердловский серебристый пирамидальный селекции Н.А. Коновалова.

## Экология
Пирамидальный тополь произрастает в поймах рек, вдоль каналов, в парках и садах.
Размножается семенами, черенками, корневыми отростками и пневой порослью. Семена быстро теряют всхожесть, поэтому их надо сажать сразу после сбора. 

## Хозяйственное значение и использование
В листьях содержится значительное количество алкалоидов. Содержание аскорбиновой кислоты в свежих листьях: в июне 197—286,  в октябре 320 мг %. 
Охотно поедается крупным рогатым скотом и другими домашними животными. 
Почки употребляются в парфюмерной промышленности и как лекарственное средство.
Популярное растение для выращивания в городской среде, в качестве защитной полосы вдоль автомобильных дорог.

## Синонимы[источникне указан 320 дней]
- Populus basiattenuata Dode, 1905
- Populus dilatata Aiton, 1789
- Populus fastigiata Foug., 1787
- Populus italica (Münchh.) Moench, 1772
- Populus nigra f. pyramidalis (Rozier) Delaunay, 2015
- Populus nigra subsp. pyramidalis (Rozier) Čelak., 1871
- Populus nigra var. elegans L.H.Bailey, 1894
- Populus pyramidalis Rozier, 1785
- Populus pyramidata Moench, 1794
- Populus scythica Dode, 1905